# Латвия на летних Олимпийских играх 1992
Латвия принимала участие в Летних Олимпийских играх 1992 года в Барселоне (Испания), и завоевала две серебряных и одну бронзовую медали.

## Медалисты
| Медаль  | Спортсмен        | Вид спорта                  | Дисциплина                                 |
| ------- | ---------------- | --------------------------- | ------------------------------------------ |
| Серебро | Иван Клементьев  | Гребля на байдарках и каноэ | Мужчины, каноэ-одиночка, 1000 м            |
| Серебро | Афанасий Кузьмин | Стрельба                    | Мужчины, скорострельный пистолет           |
| Бронза  | Дайнис Озолс     | Велоспорт                   | Мужчины, велошоссе, групповая гонка 194 км |

## Результаты соревнований

### Академическая гребля
В следующий раунд из каждого заезда проходили несколько лучших экипажей (в зависимости от дисциплины). В финал A выходили 6 сильнейших экипажей, остальные разыгрывали места в утешительных финалах B-D.
Мужчины
| Соревнование | Спортсмены    | Предварительный заезд | Предварительный заезд | Предварительный заезд | Отборочный заезд | Отборочный заезд | Отборочный заезд | Полуфинал     | Полуфинал     | Полуфинал     | Финал   | Финал   | Итоговое место |
| Соревнование | Спортсмены    | Заезд                 | Время                 | Место                 | Заезд            | Время            | Место            | Заезд         | Время         | Место         | Время   | Место   | Итоговое место |
| ------------ | ------------- | --------------------- | --------------------- | --------------------- | ---------------- | ---------------- | ---------------- | ------------- | ------------- | ------------- | ------- | ------- | -------------- |
| одиночки     | Угис Ласманис | 2                     | 7:14,61               | 5                     | 4                | 7:03,27          | 2 Q              | Полуфинал A/B | Полуфинал A/B | Полуфинал A/B | Финал B | Финал B | 9              |
| одиночки     | Угис Ласманис | 2                     | 7:14,61               | 5                     | 4                | 7:03,27          | 2 Q              | 2             | 7:10,69       | 5             | 7:01,54 | 3       | 9              |